# Osmia unca
Osmia unca là một loài Hymenoptera trong họ Megachilidae. Loài này được Michener mô tả khoa học năm 1937.